# Grand Prix automobile d'Espagne 1980
GP précédent GP suivant
Le Grand Prix d'Espagne 1980, couru sur le circuit du Jarama le 1er juin 1980, est une épreuve de Formule 1, initialement inscrite au calendrier du championnat du monde de Formule 1 1980, avant d'en être retirée. Victime de la guerre FISA-FOCA, l'épreuve a en effet perdu son statut « officiel » en cours de week-end et n'a donc pas donné lieu à une attribution de points.

## Historique
Le Grand Prix d'Espagne 1980 s'est tenu dans un contexte de relations de plus en plus tendues entre la FISA (la fédération internationale du sport automobile, organisatrice du championnat du monde) et la FOCA (une association réunissant la plupart des écuries). Fondée au milieu des années 1970, la FOCA est un groupe de pression très influent, qui tente de prendre le contrôle économique de la F1, mais également d'imposer ses vues dans le domaine sportif (son principal cheval de bataille étant la lutte contre les moteurs turbo). À partir de 1979, la montée en puissance de la FOCA est contrariée par l'arrivée à la tête de la FISA de l'intransigeant Jean-Marie Balestre. Ce dernier tente d'interdire la FOCA et fait voter début 1980 en vue de la saison 1981 une modification du règlement qui va dans le sens opposé des intérêts des équipes FOCA (bannissement des jupes mobiles génératrice d'effet de sol).
Prise à la gorge par les mesures drastiques de la FISA, la FOCA tente de réagir en menant une sorte de guérilla contre Jean-Marie Balestre afin de le discréditer. Premier point visé : les briefings organisés avant chaque épreuve par la direction de course, et auxquels les pilotes ont désormais l'obligation d'assister mais que les écuries FOCA demandent à leurs pilotes de boycotter. Balestre distribue des amendes aux pilotes absents, mais ceux-ci refusent de payer et récidivent lors de l'épreuve suivante. La FISA monte le ton d'un cran, et menace de suspendre les contrevenants. C'est lors du Grand Prix d'Espagne que la situation arrive à sa limite : les trois constructeurs « légalistes » (Renault, Ferrari et Alfa Romeo) refusent de prendre le départ si la quinzaine de pilotes absents aux briefings ne sont pas réellement suspendus. Aucun compromis n'étant trouvé, elles quittent le circuit, immédiatement suivies par les officiels de la FISA. La course a lieu, uniquement avec les écuries FOCA (la victoire reviendra au pilote australien Alan Jones, sur Williams), mais est aussitôt déclarée illégale par la FISA, et retirée du championnat du monde.
Dans les semaines qui suivent, tout le monde accepte de mettre de l'eau dans son vin, et l'affaire des briefings boycottés et des amendes non réglées est oubliée. Le championnat 1980 peut donc se poursuivre sans nouvelle perturbation.

## Classement
| Pos. | Pilote             | Écurie          | Tours | Temps/Abandon       |
| ---- | ------------------ | --------------- | ----- | ------------------- |
| 1    | Alan Jones         | Williams-Ford   | 80    | 1 h 43 min 14 s 076 |
| 2    | Jochen Mass        | Arrows-Ford     | 80    | + 50 s 940          |
| 3    | Elio De Angelis    | Lotus-Ford      | 80    | + 1 min 12 s 271    |
| 4    | Jean-Pierre Jarier | Tyrrell-Ford    | 79    | + 1 tour            |
| 5    | Emerson Fittipaldi | Fittipaldi-Ford | 79    | + 1 tour            |
| 6    | Patrick Gaillard   | Ensign-Ford     | 75    | + 5 tours           |
| Abd  | Eddie Cheever      | Osella-Ford     | 67    | Boîte de vitesses   |
| Abd  | Didier Pironi      | Ligier-Ford     | 65    | Perte d'une roue    |
| Abd  | John Watson        | McLaren-Ford    | 49    | Accident            |
| Abd  | Nelson Piquet      | Brabham-Ford    | 42    | Boîte de vitesses   |
| Abd  | Geoff Lees         | Theodore-Ford   | 42    | Suspension          |
| Abd  | Carlos Reutemann   | Williams-Ford   | 36    | Collision           |
| Abd  | Jacques Laffitte   | Ligier-Ford     | 36    | Collision           |
| Abd  | Ricardo Zunino     | Brabham-Ford    | 34    | Boîte de vitesses   |
| Abd  | Emilio de Villota  | Williams-Ford   | 34    | Accident            |
| Abd  | Riccardo Patrese   | Arrows-Ford     | 30    | Boîte de vitesses   |
| Abd  | Mario Andretti     | Lotus-Ford      | 29    | Moteur              |
| Abd  | Jan Lammers        | ATS-Ford        | 26    | Panne électrique    |
| Abd  | Derek Daly         | Tyrrell-Ford    | 13    | Accident            |
| Abd  | Keke Rosberg       | Fittipaldi-Ford | 11    | Accident            |
| Abd  | Alain Prost        | McLaren-Ford    | 5     | Moteur              |
| Abd  | David Kennedy      | Theodore-Ford   | 2     | Accident            |

## Pole position et record du tour
- Pole position :  Jacques Laffite en 1 min 12 s 64 (164,141 km/h)[2].
- Meilleur tour en course :  Alan Jones en 1 min 15 s 467 au 27e tour (157,992 km/h)[3].

## Tours en tête
- Carlos Reutemann : 36 tours (1-36)
- Nelson Piquet : 16 tours (37-52)
- Didier Pironi : 12 tours (53-64)
- Alan Jones : 16 tours (65-80)